# Lijst van Eerste Kamerleden 1859-1862
Lijst van Eerste Kamerleden 1859-1862 geeft een overzicht van de leden van de Nederlandse Eerste Kamer in de periode tussen de verkiezingen van 1859 en de verkiezingen van 1862. De zittingsperiode van de Eerste Kamer ging in op 20 september 1859 en eindigde op 14 september 1862.
De Eerste Kamer telde 39 leden, gekozen door de leden van Provinciale Staten in de elf provincies. Eerste Kamerleden werden gekozen voor een termijn van negen jaar; om de drie jaar werd een derde deel van de Eerste Kamer vernieuwd.
| Naam                                    | groepering                | provincie     | begindatum        | einddatum         | refs   |
| --------------------------------------- | ------------------------- | ------------- | ----------------- | ----------------- | ------ |
| Tjaard van Andringa de Kempenaer        | conservatieven            | Friesland     | 15-09-1856 [ e ]  | 17-09-1865 [ f ]  | [ 1 ]  |
| Hans van Aylva van Pallandt             | conservatieven            | Gelderland    | 19-09-1853 [ g ]  | 14 september 1862 | [ 2 ]  |
| Hendrik van Beeck Vollenhoven           | gematigde liberalen       | Noord-Holland | 15-09-1856 [ e ]  | 17-09-1865 [ f ]  | [ 3 ]  |
| Louis Beerenbroek                       | gematigde liberalen       | Limburg       | 15-09-1856 [ e ]  | 17-09-1865 [ f ]  | [ 4 ]  |
| Dominicus Blankenheym                   | liberalen                 | Zuid-Holland  | 15-09-1856 [ e ]  | 17-09-1865 [ f ]  | [ 5 ]  |
| Willem Boreel van Hogelanden            | gematigde liberalen       | Noord-Holland | 14 december 1860  | 14 september 1862 | [ 6 ]  |
| David Borski                            | conservatief-protestanten | Noord-Holland | 19-09-1853 [ g ]  | 16 oktober 1860   | [ 7 ]  |
| Frederik Bosch van Drakestein           | conservatieven            | Noord-Holland | 19-09-1853 [ g ]  | 14 september 1862 | [ 8 ]  |
| Willem Cost Jordens                     | liberalen                 | Overijssel    | 19-09-1853 [ g ]  | 14 september 1862 | [ 9 ]  |
| Coos Cremers                            | liberalen                 | Groningen     | 20 september 1859 | 20-09-1868 [ i ]  | [ 10 ] |
| Edmond van Dam van Isselt               | gematigde liberalen       | Gelderland    | 15-09-1856 [ e ]  | 9 februari 1860   | [ 11 ] |
| Hermanus van den Dries                  | gematigde liberalen       | Noord-Brabant | 15-09-1856 [ e ]  | 17-09-1865 [ f ]  | [ 12 ] |
| Frans van Eysinga                       | liberalen                 | Friesland     | 20 september 1859 | 20-09-1868 [ i ]  | [ 13 ] |
| Jan Fransen van de Putte                | gematigde liberalen       | Zeeland       | 20 september 1859 | 20-09-1868 [ i ]  | [ 14 ] |
| Hendrik van Goltstein van Oldenaller    | conservatieven            | Gelderland    | 19-09-1853 [ g ]  | 14 september 1862 | [ 15 ] |
| Abraham Hartevelt                       | liberalen                 | Zuid-Holland  | 15-09-1856 [ e ]  | 17-09-1865 [ f ]  | [ 16 ] |
| Cornelis Hartsen                        | conservatieven            | Noord-Holland | 20 september 1859 | 20-09-1868 [ i ]  | [ 17 ] |
| Jacob van Heeckeren van Wassenaer       | conservatieven            | Overijssel    | 20 september 1859 | 20-09-1868 [ i ]  | [ 18 ] |
| Otto 't Hooft van Benthuizen            | gematigde liberalen       | Zuid-Holland  | 15-09-1856 [ e ]  | 17-09-1865 [ f ]  | [ 19 ] |
| Joan Huydecoper van Maarsseveen         | conservatieven            | Utrecht       | 20 september 1859 | 20-09-1868 [ i ]  | [ 20 ] |
| Cornelis van der Lek de Clercq          | conservatieven            | Zeeland       | 19-09-1853 [ g ]  | 14 september 1862 | [ 21 ] |
| Pieter Loopuijt                         | gematigde liberalen       | Zuid-Holland  | 20 september 1859 | 12 juni 1862      | [ 22 ] |
| Eduardus van Meeuwen                    | gematigde liberalen       | Noord-Brabant | 19-09-1853 [ g ]  | 14 september 1862 | [ 23 ] |
| Franciscus Michiels van Kessenich       | gematigde liberalen       | Limburg       | 20 september 1859 | 20-09-1868 [ i ]  | [ 24 ] |
| Carolus van Nispen van Pannerden        | conservatieven            | Gelderland    | 20 september 1859 | 20-09-1868 [ i ]  | [ 25 ] |
| Frederic van der Oudermeulen            | gematigde liberalen       | Noord-Holland | 20 september 1859 | 20-09-1868 [ i ]  | [ 26 ] |
| Johan Philipse                          | conservatieven            | Zuid-Holland  | 19-09-1853 [ g ]  | 14 september 1862 | [ 27 ] |
| Cornelis van Rhemen van Rhemershuizen   | gematigde liberalen       | Gelderland    | 20 september 1859 | 20-09-1868 [ i ]  | [ 28 ] |
| Abram van Rijckevorsel                  | gematigde liberalen       | Zuid-Holland  | 19-09-1853 [ g ]  | 14 september 1862 | [ 29 ] |
| Leendert Rijsterborgh                   | liberalen                 | Noord-Brabant | 20 september 1859 | 20-09-1868 [ i ]  | [ 30 ] |
| Adriaan van Roijen                      | gematigde liberalen       | Groningen     | 19-09-1853 [ g ]  | 14 september 1862 | [ 31 ] |
| Louis van Sasse van Ysselt              | liberalen                 | Noord-Brabant | 15-09-1856 [ e ]  | 17-09-1865 [ f ]  | [ 32 ] |
| Napoleon Sassen                         | liberalen                 | Noord-Brabant | 19-09-1853 [ g ]  | 14 september 1862 | [ 33 ] |
| Willem Schimmelpenninck van der Oye     | conservatieven            | Gelderland    | 1 juni 1860       | 17-09-1865 [ f ]  | [ 34 ] |
| Gerard van Swinderen                    | gematigde liberalen       | Friesland     | 19-09-1853 [ g ]  | 14 september 1862 | [ 35 ] |
| Joost Taets van Amerongen tot Natewisch | conservatieven            | Utrecht       | 20 september 1859 | 17-09-1865 [ f ]  | [ 36 ] |
| Wyncko Tonckens                         | conservatieven            | Drenthe       | 15-09-1856 [ e ]  | 17-09-1865 [ f ]  | [ 37 ] |
| Louis de Villers de Pité                | gematigde liberalen       | Limburg       | 19-09-1853 [ g ]  | 14 september 1862 | [ 38 ] |
| Jan de Vos van Steenwijk                | gematigde liberalen       | Overijssel    | 15-09-1856 [ e ]  | 17-09-1865 [ f ]  | [ 39 ] |
| Anthony van Weel                        | liberalen                 | Zuid-Holland  | 20 september 1859 | 20-09-1868 [ i ]  | [ 40 ] |
| Jan van Wessem                          | gematigde liberalen       | Noord-Holland | 15-09-1856 [ e ]  | 17-09-1865 [ f ]  | [ 41 ] |